# The Perfect Gentleman
Pour plus de détails, voir Fiche technique et Distribution.
The Perfect Gentleman est un film américain réalisé par Tim Whelan, sorti en 1935.

## Synopsis
Un vicaire de campagne à la morale très haute est très gêné par les exploits coquins de son père avec une actrice vivante du show.

## Fiche technique
- Titre : The Perfect Gentleman
- Réalisation : Tim Whelan
- Scénario : Cosmo Hamilton et Edward Childs Carpenter d'après la pièce de ce dernier
- Direction artistique : Cedric Gibbons
- Photographie : Charles G. Clarke
- Montage : George Boemler
- Musique : William Axt
- Pays de production : États-Unis
- Format : Noir et blanc - 1,37:1 - Mono
- Genre : comédie dramatique
- Date de sortie : 1935

## Distribution
- Frank Morgan : Major Horatio Chatteris
- Cicely Courtneidge : April Maye
- Heather Angel : Evelyn Alden
- Herbert Mundin : Frederick Hitch
- Una O'Connor : Harriet Chatteris
- Richard Waring : John Chatteris
- Henry Stephenson : Évêque
- Forrester Harvey : Wally Baxton
- Mary Forbes : Lady Clyffe-Pembrook
- Doris Lloyd : Kate
- Brenda Forbes : Penelope
- Parmi les acteurs non crédités :
- Charles Coleman : le portier au théâtre
- Harold Entwistle : Commissaire-priseur
- Earle Hodgins : Directeur du Music Hall
- Frank Puglia : Serveur
- Tim Whelan : Usher
- Claude King
- Robert Adair